# Вере и завере (ТВ серија)
Вере и завере је телевизијска серија из дванаест епизода у продукцији Радио-телевизије Војводине. Прва епизода је премијерно приказана 13. марта 2016. на првом каналу Радио-телевизије Војводине, док је последња епизода приказана средином јуна. Креатор серије је Жанко Томић. 
Серију су режирали Жанко Томић и Иван Живковић, док су сценарио написали Ђорђе Милосављевић и Жанко Томић на основу романа Вере и завере Александра Тишме из 1983.
Радња је смештена у 40-те, 50-те и 60-те године двадесетог века и прати Сергија Рудића, хероја Другог светског рата и неснађеног појединца у послератним временима, и Инге Лeбенсхајм, новосадску Немицу пореклом из нацистичке породице, која се након двадесет година живота у Бечу враћа у родни Нови Сад, не би ли повратила имовинска права на стан у којем живе Рудићеви родитељи.

## Радња
Серија говори о губитку илузија у судару са стварношћу и цинизмом новог времена.
У средишту приче је један љубавни случај, афера између Инге Лебенсхајм, новосадске Немице која се 20 година након рата враћа из Беча у свој родни Нови Сад, и Сергија Рудића, хероја Другог светског рата, који се није снашао у послератном животу, и који се сваког викенда враћа у Нови Сад бежећи од свог и пословно и емотивно заглибљеног живота у Београду. Њих двоје се нису видели 20 година јер је Инге пред крај рата морала да побегне из земље будући да је њен отац био један од водећих новосадских нациста. Ова послератна романса двоје људи на прагу четрдесетих година живота је оптерећена њиховим страхом да им је ово можда последња прилика да поврате своје ратом развејане животе. Инги је рат однео све које је волела и оставио је неспособном за емотивне односе, да рађа иако су јој "сви репродуктивни органи здрави" и равнодушном до мере да се предала у брак са човеком ког једва да подноси, готово болесно рационалним и пословно веома успешним Балтазаром Шултајсом. Сергије је пак у СКОЈ па онда и у рат улетео горљиво, са непромишљеношћу једног матуранта што би га коштало главе да није његовог брижног пријатеља, чудака и самотњака добровољно самоизгнаног у књиге, Еугена Патака. Но ни он га није могао спасити од кривице коју ће надаље носити због погибије његове прве девојке и саборца. И након рата Сергијев живот су наставиле да обележавају добре намере које су некако увек водиле тешким поразима и, по њега болним, разбијањима једне по једне илузије. Управо губитак илузија у судару са стварношћу и цинизмом новог времена чини окосницу и главни мотив ове приче.

## Епизоде
Серија се снимљена у 12 епизода.
- 1. епизода

У првој епизоди приказано је како су ученици новосадске гимназије суочени са ужасом који доноси Други светски рат. у току је новосадска рација и већина људи је уплашена и згрожена. На ходнику школе ученик, Еуген Патак, добија батине, зато што је Јеврејин. Када га Србин, Сергије Рудић, одбрани, започиње њихово пријатељство. Истовремено, видимо да његовом пријатељу из детињства, Францу Шултајсу, Немцу, отац, који је фашиста и високи официр, забрањује да се дружи са Србима. Франц не подржава очеву идеологију, али прихвата жртву која се од њега очекује. Али видимо да се не слажу се сви Немци са Хитлером. Стари Јакоб Лебенсхајм тугује за својим најбољим пријатељем, зубаром Краусом, Јеврејином који је страдао у рацији. Уз подршку једног сина, супротставља се другом, који се приклања фашизму, и чија деца Инге и Дитрих, предводе Културбунд параду.
Двадесет година касније, 1962. Сергије разведен, има ћерку, и даље је пријатељ са Патаком. Инге  је удата са Балтазара Шултајса и живе у Бечу.
- 2. епизода

У другој епозоди је приказано како су Сергије и његови родитељи приморани су да се иселе из стана и да траже нови. Усељавају се у зграду Јакоба Шултахајса, у стан у коме је донедавно живела породица зубара Крауса, Јевреја убијених током рације. Сергијев отац је такође зубар, па преузима и ординацију.
Сергије са Патаком креће на окупљања СКОЈ-еваца. Његов друг Франц ризикује и упозорава га да комунисту Гардиновачког, који окупља омладину, прати Гестапо и да је зато у опасности. Патак и Сергије желе да са придруже борби против фашиста, па, заједно са Маром и Калићем, одлучују да изведу диверзију.
У кући Шултхајсових се слави и Инге затиче мајку у прељуби.
- 3. епизода

Због подметања пожара ухапшени су Сергије, Патак, Мара и Калић  и налазе се у затвору, којим управљају Хортијевци. На одслужење вишегодишње казне их шаљу у затвор на северу Мађарске.
Франц и Инге су заједно, и он се спрема за полазак на Источни фронт.
Након две године у затвору, Сергије, Калић и Мара планирају бег. Патак покушава да уразуми Сергија и због превеликог ризика одговори га од тога.
- 4. епизода

Сергијев отац одлази да моли Алберта Шултајса да интервенише,  да спасе Сергија сигурне смрти. Стижу и вести о Францу са Источног фронта. Фашисти почињу да губе у рату. Немци из Војводине беже, док још могу да изађу из земље безбедно. Одлазе и Инге са мајком и братом, као и Балтазар са мајком.Степанов покушава да помогне Магди и њеној породици.
- 5. епизода

Нова југословенска власт спроводи одлуке АВНОЈ-а, по којој су Немци лишени свих права уз конфискацију целокупне покретне и непокретне имовине. Новосадске Немце хапсе и затварају. Магда се удала за Милана Степанова и спасла се прогона. Инге и Балтазар су са мајкама на једном имању у Пруској, где су их примили док не прође зима. И ту долазе Руси. Сергије, уз помоћ Гардиновачког, покушава да нађе своје место у послератном Новом Саду.
- 6. епизода

Стаљину и Информбироу се супротстављају Тито и југословенско руководство. То значајно утиче на живот у амбасади, на Сергија, Мицку и на њихов однос. Стари Шултајс се враћа из логора, у прилично лошем стању. Балтазар у Бечу напредује, обезбеђује стан за мајку и, посебно, за себе и Инге.
- 7. епизода

Сергије се вратио у Југославију, у Нови Сад. Оно што се дешавало у амбасади у Варшави родитељима није рекао  ништа. Обнавља пријатељство са Патком, проналази посао у Београду и настоји свој живот да врати у нормалу. Инге и Балти покушавају да сазнају зашто немају деце.
- 8. епизода

Љиљана није задовољна условима у којима она и Сергије живе и враћа се код Нане, и он не може да је спречи и она се породи код куће. Преговоре о куповини стана од Инге, стари пар Рудић препушта сину. Сергије и Патак одлазе код Степанових, са циљем да се преговара о стану, али се завршава као емотивно окупљање старих пријатеља, другара из школе.
- 9. епизода

Сергије не може да престане да размишља о Инге након пољупца који се десио.
У току су преговори око купопродаје стана, иако Балтазар баш није задовољан како то напредује. Због његовог посла, он и Инге се враћају у Беч.
- 10. епизода

Сергије води Љиљану и њихову ћерку Стојанку на једнодневни излет, бродом до Ђердапа. Договарају се да можда он води девојчицу на море.
Узима годишњи и одлази у Нови Сад. Долази и Инге, и њих двоје беже, и остају неколико дана заједно сами склоњени од свих. Када се врате у Нови Сад, ту је и Балти.
- 11. епизода

У вили Африка, уз Дунав, на летњиковцу Степанових,  цела дружина, Милан и Магда са децом, Инге и Балти, Серије и Еуген, проводе дане. Између Сергија и Балтија је све већа тензија. Такође, пошто је схватио шта се издешавало, Балти се суочава и са Инге.
Сергије заборавља да се јави Љиљани у вези са одласком на море са Стојанком, о ком су раније говорили. Његови родитељи, пре свега мајка, то негодују.
- 12. епизода

Сергију тешко пада то што је Инге замолила Патка да је чува од Сергија и да му више не даје своју собу, у којој се виђао са њом. Балтазар је, пак, такође Патка замолио да Сергија држи даље од његове жене. Међу свима њима напетост је веома осетна. Сергије губи стрпљење и планира Балтазарево убиство, рачунајући на Паткову помоћ. Патак не пристаје да чествује у злочину и Сергије почиње да га уцењује. Прети му да ће га оптужити за лоше држање у затвору и кукавичлук. Патак одлази на излет са пријатељима, улази у  оштећени чамац и извршава самоубиство дављењем. 

## Улоге
| Глумац             | Улога                  |
| ------------------ | ---------------------- |
| Горан Богдан       | Сергије Рудић          |
| Нина Јанковић      | Инге Лебенсхајм        |
| Никола Ракочевић   | Балтазар Балти Шултајс |
| Мира Фурлан        | Лизавета Рудић         |
| Саша Торлаковић    | Душан Рудић            |
| Бојан Жировић      | Еуген Патак            |
| Драгана Дабовић    | Магда                  |
| Иван Ђорђевић      | Милан Степанов         |
| Сања Микитишин     | Бони Шултајс           |
| Соња Дамјановић    | Бранка                 |
| Валентин Венцел    | Јакоб Лебенсхајм       |
| Небојша Дугалић    | Алберт Шултајс         |
| Радоје Чупић       | Мијушковић             |
| Драгиња Вогањац    | Гизела Лебенсхајм      |
| Данијел Сич        | Мита Гардиновачки      |
| Марко Јањић        | Франц Шултајс          |
| Ервин Хаџимуртезић | Душко Калић            |
| Нада Шаргин        | Љиљана                 |
| Јелена Антонијевић | Вилхелмина Лебенсхајм  |
| Павле Чемерикић    | Дитрих Лебенсхајм      |
| Игор Филиповић     | Карл Лебенсхајм        |
| Јована Балашевић   | Мицика                 |
| Мира Бањац         | Надежда Несторовић     |
| Милица Јаневски    | Мара                   |